# Shailer Mathews

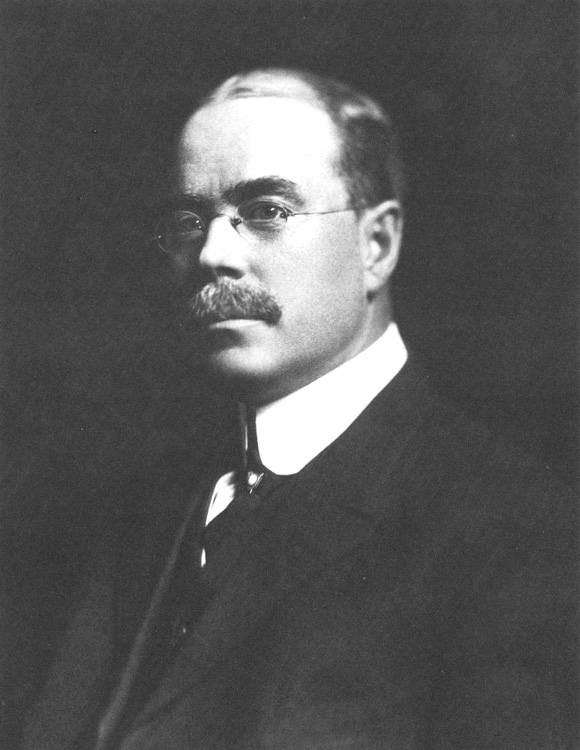
Shailer Mathews

Shailer Mathews (* 26. Mai 1863 in Portland (Maine); † 23. Oktober 1941 in Chicago) war ein bedeutender Vertreter der US-amerikanischen liberalen Theologie und der Social Gospel Bewegung.

## Leben
Mathews, der Sohn eines Kaufmanns, studierte Theologie, Geschichte und Nationalökonomie. Ab 1887 war er Professor für Rhetorik am Colby College, ab 1889 daselbst Professor für Geschichte und Politische Ökonomie. Von 1894 an lehrte er bis zu seiner Emeritierung an der Divinity School der neugegründeten University of Chicago als Professor für verschiedene theologische Disziplinen (1894–97 Neues Testament, 1897–1905 Systematische Theologie, 1906–33 Historische und Vergleichende Theologie).

## Theologie
Mathews gilt als einer der Begründer der theologischen Chicago School und als wichtiger Vertreter der Social-Gospel-Bewegung. Als liberaler Theologe bemühte er sich um die Anwendung streng wissenschaftlicher Methoden in der Theologie. Mathews, der selbst Baptist war, engagierte sich in der ökumenischen Bewegung. Von 1912 bis 1916 war er Präsident des Federal Council of Churches in America.

## Professur
An der Divinity School der University of Chicago besteht eine nach ihm benannte Professur für Neues Testament und frühchristliche Literatur, die unter anderem Langdon Gilkey, Hans Dieter Betz und der zeit (bis 2020) Margaret M. Mitchell innehatten.

## Werke (Auswahl)
- The Social Teachings of Jesus, 1897
- A History of New Testament Times in Palestine, 1899
- The French Revolution, 1900
- The Messianic Hope in the New Testament, 1905
- The Church and the Changing Order, 1907
- The Social Gospel, 1909
- The Gospel and the modern Man, 1910
- The Social Teaching of Jesus, 1910
- Scientific Management in Churches, 1911
- The Individual and the Social Gospel, 1914
- The Spiritual Interpretation of History, 1916
- Patriotism and Religion, 1918
- The Validity of American Ideals, 1922
- The Faith of Modernism, 1914
- Jesus on Social Institutions, 1928
- The Atonement and the Social Process, 1930
- The Growth of the Idea of God, 1931
- Immortality and the Cosmic Process, 1933
- Christianity and Social Process, 1934
- Creative Christianity, 1935
- The Church and the Christian, 1938
- Is God Emeritus? 1940
- Autobiografie: New Faith for Old. An Autobiography, 1936